# Петрушівська сільська рада (Ріпкинський район)
Петруші́вська сільська́ ра́да — адміністративно-територіальна одиниця та орган місцевого самоврядування в Ріпкинському районі Чернігівської області. Адміністративний центр — село Петруші.

## Загальні відомості
Петрушівська сільська рада утворена у 1924 році.
- Територія ради: 100,74 км²
- Населення ради: 1 067 осіб (станом на 2001 рік)

## Населені пункти
Сільській раді підпорядковані населені пункти:
- с. Петруші
- с. Бахани
- с. Зубахи
- с. Кислі
- с. Кратинь
- с. Рашкова Слобода
- с. Сенюки

## Склад ради
Рада складається з 12 депутатів та голови.
- Голова ради: Пінчук Володимир Анатолійович
- Секретар ради: Вітченко Валентина Михайлівна

### Керівний склад попередніх скликань
| Прізвище, ім'я, по батькові   | Основні відомості                                                         | Дата обрання | Дата звільнення |
| ----------------------------- | ------------------------------------------------------------------------- | ------------ | --------------- |
| Пінчук Володимир Анатолійович | Сільський голова, 1981 року народження, освіта вища, член Народної партії | 26.03.2006   | 31.10.2010      |
| Пінчук Володимир Анатолійович | Сільський голова, 1981 року народження, освіта вища, член Партії регіонів | 31.10.2010   |                 |

Примітка: таблиця складена за даними сайту Верховної Ради України

### Депутати
За результатами місцевих виборів 2010 року депутатами ради стали:

#### За суб'єктами висування
| Суб'єкт висування                                       | Кількість обраних депутатів | %    |
| ------------------------------------------------------- | --------------------------- | ---- |
| Партія регіонів                                         | 7                           | 58,3 |
| Політична партія Всеукраїнське об'єднання «Батьківщина» | 3                           | 25   |
| Комуністична партія України                             | 1                           | 8,3  |
| Народна партія                                          | 1                           | 8,3  |

#### За округами
| № округу                                                | Прізвище, ім'я, по батькові     | Дата визнання обраним | Освіта             | Партійна приналежність                        | Відомості про обраного депутата                |
| ------------------------------------------------------- | ------------------------------- | --------------------- | ------------------ | --------------------------------------------- | ---------------------------------------------- |
| Комуністична партія України                             |                                 |                       |                    |                                               |                                                |
| 6                                                       | Глушенок Іван Михайлович        | 03.11.2010            | середня            | член Комуністичної партії України             | пенсіонер                                      |
| Народна Партія                                          |                                 |                       |                    |                                               |                                                |
| 9                                                       | Бурий Михайло Григорович        | 03.11.2010            | середня            | член Народної партії                          | ПП"Прогрес 2010", завідувач майстерні          |
| Партія регіонів                                         |                                 |                       |                    |                                               |                                                |
| 4                                                       | Семендяй Михайло Петрович       | 03.11.2010            | вища               | член Партії регіонів                          | загальноосвітня школа с. Петруші, вчитель      |
| 5                                                       | Мажуга Марія Глібівна           | 03.11.2010            | вища               | член Партії регіонів                          | ССТ с. Петруші                                 |
| 7                                                       | Суріна Валентина Іванівна       | 03.11.2010            | вища               | член Партії регіонів                          | ССТ с. Петруші, товарознавець                  |
| 8                                                       | Булда Микола Іванович           | 03.11.2010            | вища               | член Партії регіонів                          | пенсіонер                                      |
| 10                                                      | Шульга Микола Володимирович     | 03.11.2010            | середня            | член Партії регіонів                          | ПП «Прогрес 2010», інженер з охоронипраці      |
| 11                                                      | Вітченко Валентина Михайлівна   | 03.11.2010            | вища               | член Партії регіонів                          | Петрушівська сільська рада, секретар           |
| 12                                                      | Кривда Тамара Олексіївна        | 03.11.2010            | вища               | член Партії регіонів                          | Петрушівська сільська рада, головний бухгалтер |
| Політична партія Всеукраїнське об'єднання «Батьківщина» |                                 |                       |                    |                                               |                                                |
| 1                                                       | Позняк Олександр Миколайович    | 03.11.2010            | вища               | позапартійний                                 | загальноосвітня школа с. Петруші, вчитель      |
| 2                                                       | Коваленко Любов Миколаївна      | 03.11.2010            | середня спеціальна | позапартійна                                  | Поштове відділення, листоноша                  |
| 3                                                       | Апанасенко Катерина Анатоліївна | 03.11.2010            | середня            | член Всеукраїнського об'єднання «Батьківщина» | Поштове відділення, листоноша                  |